# Џибути на Светском првенству у атлетици на отвореном 2011.
Џибути је учествовао на Светском првенству у атлетици на отвореном 2011. одржаном у Тегу од 27-4. септембра дванаести пут. Није учествовао 2001. године. Репрезентацију Џибутија представљало је двоје такмичара (1 мушкарац и 1 жена) који се такмичили у 2 дисциплине (1 мушка и 1 женска). , 
На овом првенству Џибути није освојио ниједну медаљу али је остварен један лични рекорд.

## Учесници
| Мушкарци: - Мумин Џала — 5.000м | Жене: - Зура Али — 800 м |  |

## Резултати

### Мушкарци
| Атлетичар  | Дисциплина | Лични рекорд | Група    | Група       | Полуфинале | Полуфинале | Финале               | Финале       | Детаљи |
| Атлетичар  | Дисциплина | Лични рекорд | Резултат | Место       | Резултат   | Место      | Резултат             | Место        | Детаљи |
| ---------- | ---------- | ------------ | -------- | ----------- | ---------- | ---------- | -------------------- | ------------ | ------ |
| Мумин Џала | 5.000 м    | 13:17,77 НР  | 13:48,19 | 11. у гр. 1 |            |            | Није се квалификовао | 20 / 36 (41) |        |

### Жене
| Атлетичарка | Дисциплина | Лични рекорд | Група      | Група      | Полуфинале            | Полуфинале            | Финале                | Финале       | Детаљи |
| Атлетичарка | Дисциплина | Лични рекорд | Резултат   | Место      | Резултат              | Место                 | Резултат              | Место        | Детаљи |
| ----------- | ---------- | ------------ | ---------- | ---------- | --------------------- | --------------------- | --------------------- | ------------ | ------ |
| Зура Али    | 800 м      |              | 2:36,36 ЛР | 8. у гр. 2 | Није се квалификовала | Није се квалификовала | Није се квалификовала | 35 / 35 (36) |        |